# 阮維誠
阮維誠，贵州畢節人，清朝政治人物、同進士出身。
幼聪慧力学，受业于李岱云。康熙五十九年（1720年）庚子科鄉試第一，雍正二年（1724年）甲辰科進士，三甲九十三名，官刑部主事。后因患病辞官归乡，不久病卒，未滿三十歲。工书法。